# Орден некой таинственной руки
Орден некой таинственной руки (англ. Order of the Occult Hand) — тайное неформальное объединение американских журналистов и редакторов, ради шутки договорившихся вставлять в свои публикации фразу «Будто бы некая таинственная рука…».

## История
Фраза была сочинена Джозефом Фландерсом, полицейским корреспондентом городской газеты «Шарлотт Ньюз» (англ.: The Charlotte News) осенью 1965 года.
В сообщении о работнике мельницы, которого застрелили члены его собственной семьи, после того как он поздно вернулся домой, Фландерс написал:

Будто бы некая таинственная рука, вытянувшаяся с неба, передвигала участников событий как пешки на гигантской шахматной доске.
Оригинальный текст (англ.)It was as if some occult hand had reached down from above and moved the players like pawns upon some giant chessboard.

Коллег Фландерса это вычурное выражение весьма насмешило. Собравшись в местном баре, они решили создать секретный Орден таинственной руки. Они даже показали Фландерсу знамя, сделанное из простыни, на котором была изображена кровавая рука, вытянувшаяся из фиолетового облака (английская идиома purple passage — «фиолетовый отрывок» означает чрезмерно витиеватый текст).
Члены ордена — несколько журналистов и редакторов — поклялись как можно скорее написать о «таинственной руке». Вскоре фраза появилась в местных газетах «Шарлотт Ньюз» и «Шарлотт Обсервер» (англ.: The Charlotte Observer), а также джазовом журнале «Даун Бит».
Использование фразы о таинственной руке не ограничилось городом Шарлотт. Подобно вирусу или мему, оно быстро распространилось по всему миру. В течение десятилетий фраза время от времени появлялась в материалах американских газет, в том числе «Нью-Йорк Таймс», «Лос-Анджелес Таймс» и «Вашингтон Пост», сообщениях агентства Ассошиэйтед Пресс, газет из Австралии и Таиланда.
«Шарлотт Ньюз» сообщила о традиции писать о «таинственной руке» только в 1985 году, когда газета закрывалась.
По сообщению «Бостон Глоуб», Орден таинственной руки заменил Клуб дефектных шинопроводов, членство в котором было открытым для любого журналиста, который хоть раз написал что-нибудь о дефектных шинопроводах.
А орден продолжал свою работу и сохранял секретность вплоть до 2004 года, когда в «Чикаго Трибьюн» было опубликовано тщательное расследование его деятельности.
Лауреат Пулитцеровской премии Пол Гринберг публично признал факт существования ордена. В 2006 году он же заявил, что орден выбрал новую секретную фразу и возобновил тайную деятельность.

## Публикации
После того, как информация об ордене стала достоянием общественности, удалось обнаружить множество примеров её дословного использования:
- The New York Times: фраза о таинственной руке встречается как минимум дважды, в 1974 и 1998 годах у двух разных авторов.
- Los Angeles Times: восемь раз с 1983 по 1999 год у шести авторов.
- The Boston Globe: девять раз с 1987 по 2000 год у пяти авторов.
- Агентство Ассошиэйтед Пресс: пять раз с 1991 по 2006 год в материалах пяти разных авторов.
- Arkansas Democrat-Gazette (англ.): семь раз с 1993 по 2004 год, в том числе пять у Пола Гринберга.
- Washington Times: четыре раза с 1996 по 1998 год.
- The Virginian-Pilot (англ.): один раз в 1997 году.
- Washington Post: один раз в 1997 году;
- The Post-Standard (англ.): один раз в 2000 году;
- Star Tribune: два раза в 2001 и 2002 годах.
- Bangkok Post (англ.): пять раз с 2002 по 2007 год одним автором.

Кроме того, по одному разу фраза встречается в следующих изданиях:
- Журнал «Байт» (BYTE): 1990.
- The News & Observer (англ.): 1993.
- St. Louis Post-Dispatch (англ.): 1994.
- The West Australian (англ.): 1998.
- The Natchez Democrat: 2002.
- MinnPost (англ.): 2012.
- Aberdeen American News (англ.): 2013.
- The Providence Journal (англ.): 2013.
- The Roanoke Times (англ.): 2013.
- The Tennessean (англ.): 2013.
- The Sacramento Business Journal: 2013.